# Drezna
Drezna è una cittadina della Russia europea centrale (oblast' di Mosca), situata 83 km a ovest della capitale sulle sponde del fiume omonimo; era amministrativamente compresa nel distretto di Orechovo-Zuevo.
Fondata nel 1897 come villaggio annesso ad uno stabilimento tessile, vicino alla stazione ferroviaria omonima; ottenne status di città nel 1940. Il comparto tessile è anche al giorno d'oggi la base economica cittadina.

## Società

### Evoluzione demografica
Fonte: mojgorod.ru
- 1926: 7.900
- 1939: 11.300
- 1959: 11.500
- 1979: 12.300
- 1989: 13.000
- 2002: 11.665
- 2007: 11.500